# Charles Whitman
Charles Joseph Whitman (Lake Worth, 24 de junho de 1941 – Austin, 1 de agosto de 1966) foi um assassino em massa e fuzileiro naval estadunidense conhecido como "Texas Tower Sniper". Em 1 de agosto de 1966, Whitman matou a facadas sua mãe e sua esposa, depois dirigiu-se para a Universidade do Texas em Austin com diversas armas de fogo e começou a atirar indiscriminadamente contra a multidão. Após matar três pessoas no prédio principal, subiu a torre do relógio do prédio. De lá, atirou aleatoriamente por 96 minutos nas pessoas que passavam, matando mais onze e ferindo outras 31 antes de ser morto a tiros pelas autoridades de Austin. Whitman matou um total de dezessete pessoas; a 17.ª vítima morreu 35 anos depois devido aos ferimentos sofridos no ataque.

## Infância
Charles Whitman nasceu em 24 de junho de 1941, em Lake Worth, Flórida, sendo o mais velho de três filhos de Margaret E. (née Hodges) e Charles Adolphus Whitman Jr. Seu pai, criado em um orfanato em Savannah, Geórgia, se descrevia como um homem que se fez por si mesmo. Margaret tinha 17 anos quando se casou com Adolphus. O casamento dos pais de Whitman foi marcado por violência doméstica; seu pai, um autoritário assumido, provia para a família, mas exigia quase perfeição de todos. Ele era conhecido por ser fisicamente e emocionalmente abusivo com sua esposa e filhos.

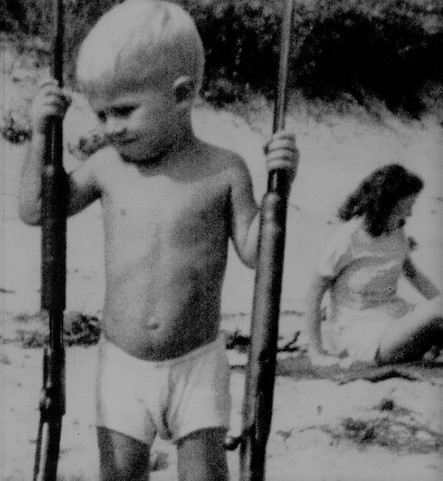
Whitman, retratado aos dois anos de idade, por volta do início de 1944

Durante sua infância, Whitman era descrito como uma criança bem educada que raramente perdia a compostura. Ele demonstrava uma inteligência excepcional - um exame aos seis anos revelou que seu QI era 139. As realizações acadêmicas de Whitman foram ativamente apoiadas por seus pais, e qualquer sinal de falha ou falta de diligência era recebido com disciplina, frequentemente física, por parte de seu pai.
Margaret era uma católica romana devota que criou seus filhos na mesma fé. Os irmãos Whitman frequentavam regularmente a missa com a mãe, e os três serviam como acólitos na Igreja Católica Romana Sacred Heart em Lake Worth.
Adolphus era um entusiasta colecionador de armas de fogo que ensinou a cada um de seus filhos jovens a atirar, limpar e manter armas. Ele frequentemente os levava em expedições de caça, e Charles se tornou um caçador apaixonado e um atirador habilidoso. Seu pai uma vez comentou: "Charlie podia acertar o olho de um esquilo aos dezesseis anos."
Aos 11 anos, Whitman ingressou nos Escoteiros da América, alcançando o posto de Eagle Scout aos doze anos e três meses, supostamente um dos mais jovens até então a fazê-lo. Além disso, Whitman demonstrou um talento musical considerável, dominando o piano aos doze anos. Por volta da mesma época, ele começou uma rota substancial de entrega de jornais.

### Ensino médio

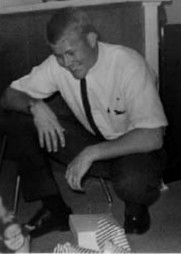
Whitman por volta de 1959 (idade 18)

Em setembro de 1955, Whitman matriculou-se na St. Ann's High School em West Palm Beach, onde desfrutava de uma popularidade moderada entre os estudantes. No mês seguinte, ele havia economizado o suficiente com sua rota de entrega de jornais para comprar uma motocicleta Harley-Davidson, que utilizava para suas entregas.
Sem avisar seu pai antecipadamente, Whitman se alistou no Corpo de Fuzileiros Navais dos Estados Unidos um mês após se formar no ensino médio em junho de 1959, onde se formou em sétimo lugar em uma turma de 72 alunos. Whitman contou a um amigo da família que o catalisador para seu alistamento foi um incidente ocorrido um mês antes, quando seu pai o havia espancado e jogado na piscina da família porque ele tinha chegado em casa bêbado. Whitman saiu de casa em 6 de julho, tendo sido designado para um período de dezoito meses de serviço nos Fuzileiros Navais na Baía de Guantánamo, em Cuba. Enquanto Whitman viajava em direção a Parris Island, seu pai, que ainda não sabia do alistamento dele, descobriu sua ação e telefonou para uma agência do governo federal tentando cancelar o alistamento de seu filho.

### Marinheiro e estudante universitário
Durante o serviço inicial de dezoito meses de Whitman entre 1959 e 1960, ele conquistou a insígnia de atirador certeiro e a Medalha Expedicionária do Corpo de Fuzileiros Navais. Whitman obteve 215 pontos de um total de 250 nos testes de precisão, destacando-se em tiros rápidos a longas distâncias e em alvos móveis. Após concluir seu período de serviço, Whitman aplicou-se a uma bolsa de estudos no Programa Naval de Ciência e Educação para Militares (NESEP), destinado a enviar pessoal alistado para a universidade para formação em engenharia, com o objetivo de serem comissionados como oficiais após a graduação. Ele alcançou pontuações elevadas no exame exigido, e o comitê de seleção aprovou sua matrícula em uma escola preparatória em Maryland, onde completou cursos de matemática e física antes de ser autorizado a transferir-se para a Universidade do Texas em Austin, onde estudou engenharia mecânica.

## Vida universitária
Em setembro de 1961, Whitman ingressou no programa de engenharia mecânica da Universidade do Texas em Austin. Inicialmente, demonstrou ser um estudante medíocre, dedicando-se a hobbies como caratê, mergulho, jogos de azar e caça. Pouco após sua matrícula, ele e dois amigos foram flagrados caçando um veado ilegalmente. Um transeunte anotou a placa do carro e os denunciou à polícia. O trio estava retalhando o veado no chuveiro do dormitório de Whitman quando foram presos. Whitman foi multado em 100 dólares (equivalente a 1.000 dólares em 2023) pelo delito.
Whitman ganhou a reputação de ser um brincalhão durante seus anos como estudante de engenharia, mas seus amigos também notaram algumas declarações mórbidas e inquietantes. Em 1962, ele comentou a um colega: "Uma pessoa poderia enfrentar um exército do topo da [torre do relógio do Edifício Principal] antes que a pegassem."

### Casamento

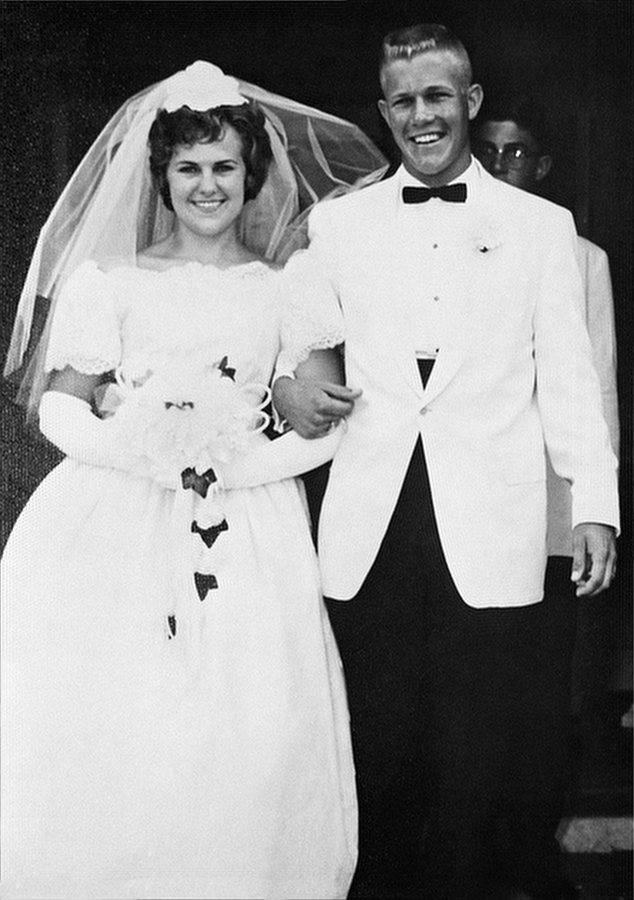
Whitman e Leissner em seu casamento em 1962

Em fevereiro de 1962, aos 20 anos, Charles Whitman conheceu Kathleen Frances Leissner, uma estudante de educação três anos mais nova. Leissner foi a primeira namorada séria de Whitman; antes de iniciar o romance com ela, ele teve um breve relacionamento com a atriz Deanna Dunagan. Whitman e Leissner namoraram por cinco meses antes de anunciarem o noivado em 19 de julho.
Em 17 de agosto de 1962, Whitman e Leissner casaram-se em uma cerimônia católica realizada na cidade natal de Leissner, Needville, Texas. O casal escolheu a data do 22º aniversário de casamento dos pais de Whitman para a ocasião. A família de Whitman viajou da Flórida para participar do evento, e seu irmão mais novo, Patrick, foi o padrinho. O padre Leduc, amigo da família Whitman, presidiu a cerimônia. A família e os amigos de Leissner aprovaram seu marido, descrevendo Whitman como um "jovem bonito", inteligente e aspiracional.
Embora as notas de Whitman tenham melhorado um pouco durante seu segundo e terceiro semestres, os Fuzileiros Navais consideraram-nas insuficientes para a continuidade de sua bolsa de estudos. Ele foi convocado para o serviço ativo em fevereiro de 1963 e enviado para Camp Lejeune, na Carolina do Norte, para completar seu alistamento de cinco anos.

### Camp Lejeune
Whitman aparentemente ressentiu a interrupção de seus estudos universitários, apesar de ter sido automaticamente promovido ao posto de cabo. Em Camp Lejeune, ele foi hospitalizado por quatro dias após resgatar sozinho outro fuzileiro naval, levantando um jipe que havia tombado em um barranco.
Apesar de sua reputação como um fuzileiro exemplar, Whitman continuou a praticar jogos de azar. Em novembro de 1963, ele foi submetido a uma corte marcial por jogos de azar, usura, posse de uma arma de fogo pessoal na base e por ameaçar outro fuzileiro em relação a um empréstimo de 30 dólares (equivalente a 300 dólares em 2023), pelo qual exigiu 15 dólares de juros. Sentenciado a trinta dias de confinamento e noventa dias de trabalhos forçados, foi rebaixado de cabo (E-3) a soldado raso (E-1).

## Massacre da Universidade de Texas
Aproximadamente às 11h35, Whitman chegou ao campus da universidade, onde se identificou falsamente como assistente de pesquisa e disse a um segurança que estava lá para entregar equipamentos. Ele então subiu ao 28.º andar da torre do relógio do edifício principal, matando três pessoas dentro da torre, e abriu fogo do ponto de observação com um rifle de caça e outras armas.
Whitman assassinou 15 pessoas e feriu 31 em 96 minutos antes de ser morto pela polícia. Os patrulheiros Houston McCoy e Ramiro Martinez, do Departamento de Polícia de Austin, correram para o topo da torre e uma combinação de tiros de ambos os homens matou Whitman.

## Enterro
Um funeral católico conjunto para Whitman e sua mãe foi realizado em Lake Worth, Flórida, em 5 de agosto de 1966. Eles foram enterrados no Hillcrest Memorial Park. Por ser um veterano militar, Whitman foi enterrado com honras militares; seu caixão estava coberto com a bandeira dos Estados Unidos.